# Boda, Lobaye
Boda este un oraș din Republica Centrafricană.